# Young Maylay
Christopher „Chris“ Bellard, známější jako Young Maylay (* 17. června 1979 Los Angeles, Kalifornie) je americký rapper. Proslavil se dabingem Carla "CJ" Johnsona ve hře GTA: San Andreas. K této hře vydal v roce 2005 oficiální mixtape a roce 2008 mu vyšlo debutové album Real Coast Guard. Často spolupracuje s lidmi King T, WC, DJ Pooh a DJ Crazy Toones. Jeho největší a nejznámější hity jsou
"You Know Me" nebo "Too West Coast"

## Časný život
Christopher Bellard se narodil a vyrůstal v Los Angeles,v Kalifornii uprostřed násilí gangu a gangsta rap vrcholu v roce 1980 a 1990 v trestné činnosti, plném oblasti chudoby, která inspirovala jeho oklepávání kariéru.

## Brzké dny 2000–05
Jeho rap kariéra nakonec startovala v roce 2000. S pomocí Kinga T, Maylay dělal jeho první vzhled v Killa Tay je Thug Thisle, se songem # 1 Hottest Coast (Killa Cali) v roce 2000. Později se objevil v Rodney O & Joe Cooley v Summer Heat v roce 2002. Od té doby vystupoval v mnoha vydáních po celém západním pobřeží. Maylay napsal většinu krále T albu Ruthless Chronicles. založil svou samostatnou etiketu v roce 2005 s penězi z GTA San Andreas a ve stejném roce vydal své debutové album.